# Annuitätenanleihe

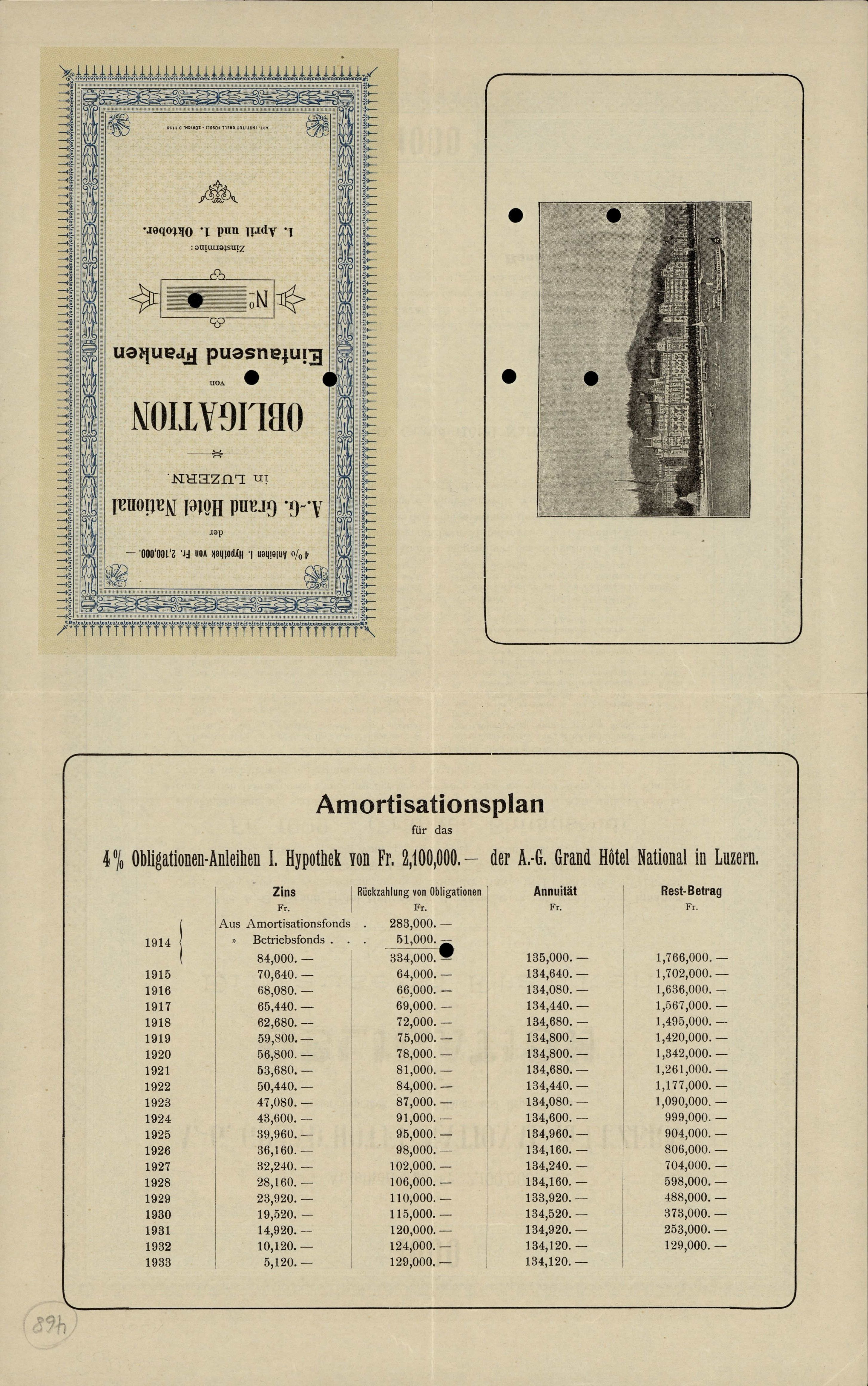
Rückseite der Annuitätenanleihe der AG Grand Hotel National vom 1. April 1904 mit Amortisationsplan

Eine Annuitätenanleihe ist eine spezielle Form einer Anleihe, bei der nicht Zinsen und Nennwert einzeln zurückbezahlt werden wie z. B. bei der Standardanleihe, sondern es wird regelmäßig ein gleicher Betrag, die Annuität, bezahlt. Diese Annuitäten decken dann Kupon und Tilgung ab.
Mit Annuitätenanleihen finanziert man sich in den USA gern die Pension, weil sie eine regelmäßige Zahlung versprechen.
Die Bewertung einer Annuitätenanleihe erfolgt folgendermaßen:
{\displaystyle P_{0}={\frac {A}{r}}-{\frac {\frac {A}{r}}{(1+r)^{n}}}}
wobei
A = Annuität
r = (laufzeitunabhängiger) Zinssatz
n = Restlaufzeit